# Parramos
Parramos est une ville du Guatemala dans le département de Chimaltenango.